# Cathédrale de la Sainte-et-Indivisible-Trinité de Bristol
La cathédrale de la sainte et indivisible trinité (The Cathedral Church of the Holy and Undivided Trinity), connue communément sous le nom de cathédrale de Bristol, est une cathédrale anglicane située dans la ville de Bristol en Angleterre. Elle est le siège de l'évêque de Bristol.

## Histoire

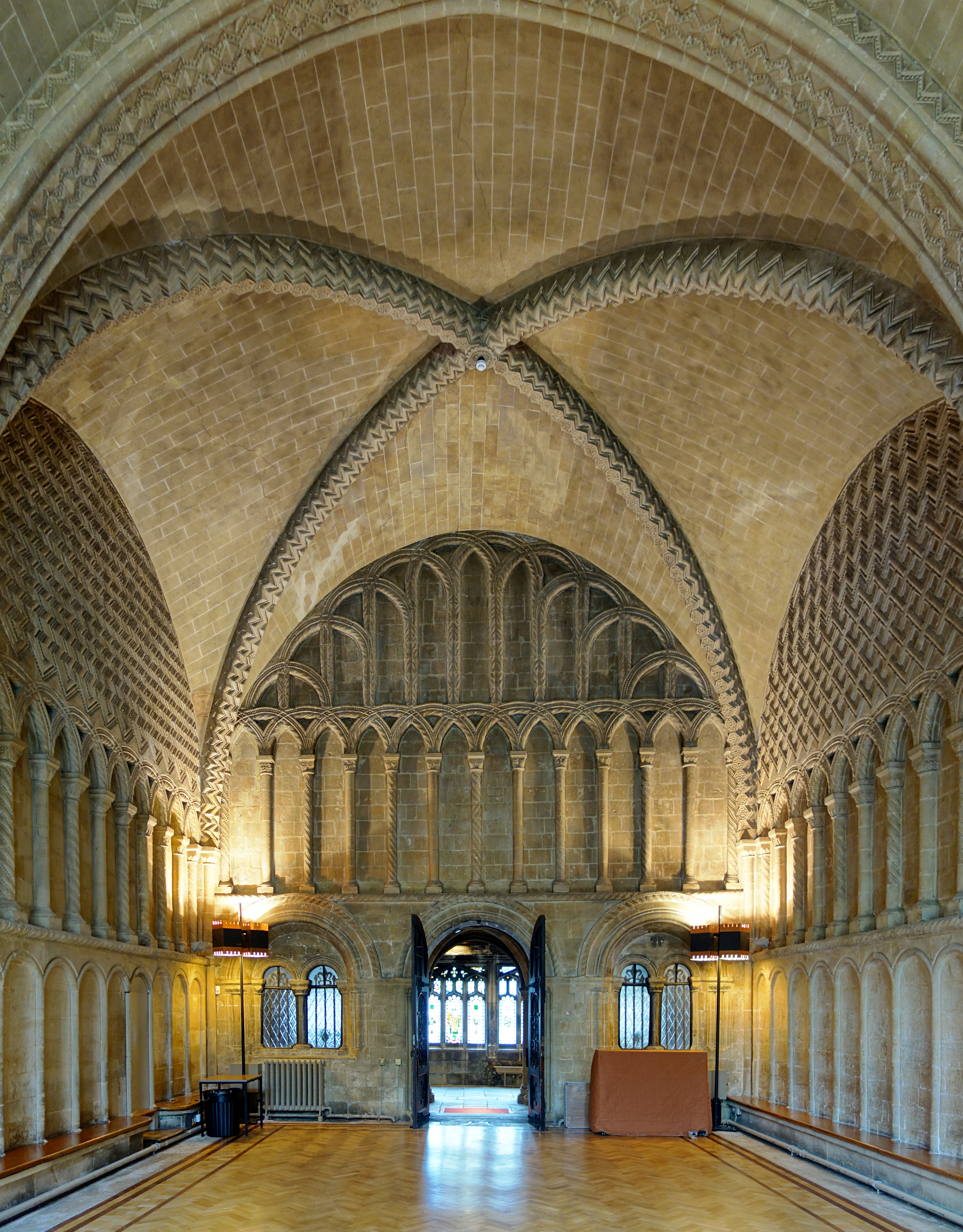
La salle du chapitre

La cathédrale de Bristol est fondée sous le nom de St Augustine's Abbey en 1140 par Robert Fitzharding (en), un officier royal local. Comme son appellation le suggère, le monastère était habité par des chanoines Augustiniens. L'église abbatiale d'origine, dont il ne reste que quelques vestiges, a été construite entre 1140 et 1148 dans le style roman. D'autres édifices sont érigés sur le site entre 1148 et 1165, dont trois exemples sont parvenus jusqu'à nous : la salle du Chapitre, la guérite de l'abbaye, devenue des bureaux diocésains, et une seconde guérite romane qui, à l'origine, menait au logement de l'abbé.
Une nouvelle phase de constructions a lieu sous la direction du père abbé David (1216-1234) dont l'érection, vers 1220, de la chapelle dédiée à la Vierge Marie qui s'appuie sur le côté nord du chœur. Cet édifice, toujours existant, est désigné sous le terme d'ancienne chapelle de la Vierge. Elle a sans douté été édifiée par l'architecte Adam Lock, maître maçon de la cathédrale de Wells.
Une reconstruction majeure de l'église abbatiale est menée sous la direction du père abbé Edward Knowle (1306-1332). Entre 1298 et 1330, la partie orientale de l'église abbatiale est reconstruite dans le style gothique décoratif anglais. 
Les travaux de reconstruction semblent ensuite s'arrêter pendant un siècle et demi. En 1460, de nouveaux travaux de réfection du transept et de sa croisée, qui dataient du XIIe siècle, sont engagés. Une nouvelle tour est construite au-dessus de la croisée. Les travaux se terminent en 1480.
Au début du XVIe siècle, sous la direction du père abbé John Newland (1481-1515), la nef est démolie en vue de sa reconstruction. Lors de la dissolution des monastères, en 1539, les travaux ne sont pas terminés. Par un édit de juin 1542, Henri VIII et Thomas Cranmer élèvent l'église au rang de cathédrale pour le nouveau diocèse de Bristol. La cathédrale est aménagée dans le transept oriental et le maître autel placé contre le mur oriental de la chapelle de la Vierge. La nouvelle cathédrale est dédiée à la Sainte-Trinité.
Au cours du XIXe siècle, la renaissance du style gothique marque un regain d'intérêt pour le patrimoine architectural britannique. C'est alors qu'une nouvelle nef, dont le style s'harmonise avec le transept oriental, est ajoutée entre 1868 et 1877 par George Edmund Street (1824-1881). Elle est inaugurée le 23 octobre 1877. La nef terminée, l'aménagement du chœur peut retrouver une forme proche de celle qui existait avant la Réforme. Les travaux d'aménagement sont dirigés par l'architecte John Loughborough Pearson (1817-1897) qui érige également la façade occidentale avec ses tours jumelles. Les travaux s'achèvent en 1888.
Plus tard, en 1899, Pearson réalise aussi la restauration du maître-autel et conçoit le jubé, terminé en 1905.

## Description

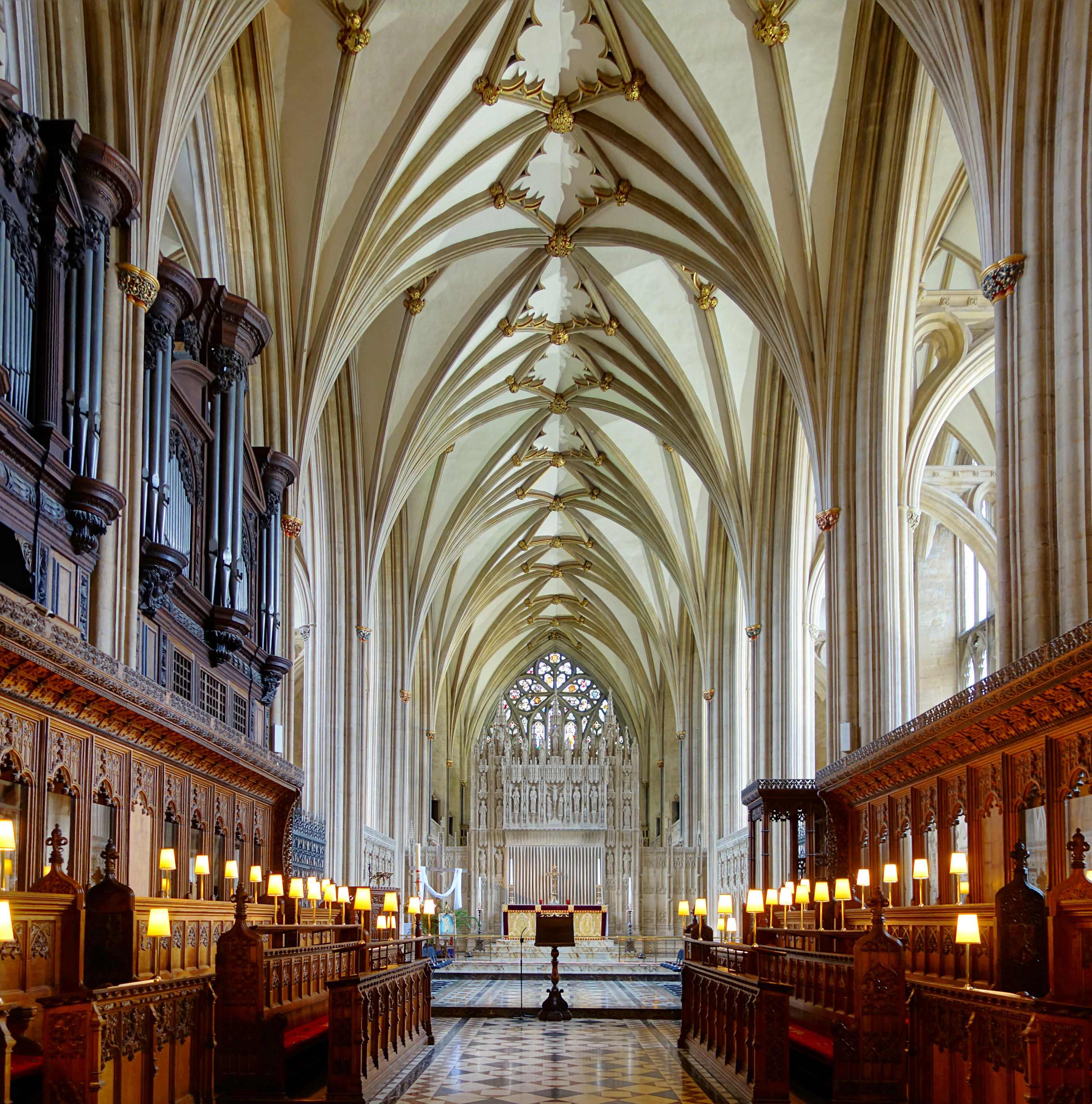
Le chœur

Monument classé, la cathédrale de Bristol est une église-halle à trois vaisseaux. L'édifice mesure 91,4 mètres (300 pieds) de long à l'extérieur et 87 mètres (284 pieds) à l'intérieur avec une largeur (incluant les allées) de 21 mètres (69 pieds). La nef mesure 38 mètres (125 pieds) de long. Le transept mesure 35 mètres (115 pieds) de long par 9 mètres (29 pieds) de large. La hauteur de la voûte est de 16 mètres (52 pieds) dans la nef et de 15 mètres (50 pieds) dans le chœur.
Les vestiges de l'abbaye qui y sont accolés ne comprennent plus que la galerie d'un cloître, la salle du chapitre et un petit jardin.